# Pinca
Pinca, sirnica ili pogača tradicionalni je kolač koji se za Uskrs prigodno priprema u Dalmaciji, Hrvatskom primorju i Istri. 

## Priprema
Priprema se od teškog dizanog tijesta, oblikuje se u kuglu koja se prije pečenja premaže umućenim žumanjkom i razreže po sredini nožem ili nožicama u obliku križa i pospe krupnim šećerom. U nekim se krajevima u sredinu nakon pečenja za ukras stavi pisanica.

## Vanjske poveznice
- Veritas; Pinca, sirnica, uskršnji kruh  Arhivirana inačica izvorne stranice od 22. svibnja 2008. (Wayback Machine)